# Ibrahim ibn al-Hussayn al-Hamidí
Ibrahim ibn al-Hussayn ibn Abi-s-Suüd al-Hamdaní al-Hamidí o, més senzillament, Ibrahim ibn al-Hussayn al-Hamidí fou el segon daï mútlaq ismaïlita tayyibita del Iemen.
Segons la tradició hauria estat nomenat daï suprem per la reina sulàyhida As-Sàyyida el 1132, però després el va substituir per l'emir d'Aden Saba ibn Abi-d-Suud ibn Zuray que havia donat suport a la pretensió del fatimita Al-Hàfidh (1130–1149) a l'imamat.
En morir el daï Al-Khattab ibn al-Hàssan el 1138, Dhuayb ibn Mussa, primer daï mútlaq tayyibita, el va agafar com a secretari i quan Dhuayb va morir el 1151, el va succeir com a primera autoritat en absència de l'imam. Els tayyibites tenien poc suport, ja que els zuràyides d'Aden afavorien els seus rivals, els hafidhís, hafidhites o hafídhides. Ibrahim es va establir a Sanaa, on els yàmides (una de les branques dels Banu Hamdan) ja no eren tayyibites però li deixaven el camí lliure. Va morir el juliol de 1162 i el va succeir el seu fill Hàtim ibn Ibrahim al-Hamidí.